# Пальмінг
Пальмінг (утворилось від анг. palm-долоня) - комплекс вправ, призначених для розслаблення органів зору. Вони були відомі і широко використовувались ще в давній Індії в системах Йоги. На Заході дані вправи здобули популярності після виходу книги В. Бейтса "Perfect Sight Without Glasses" в 1920. Радянський Союз побачив цю книгу під назвою "Улучшение зрения без очков". Бейтс став основоположником нового методу по відновленню зору, де пальмінг займає основне місце.
Виконувати пальмінг краще сидячи, для того, щоб досягти максимального розслаблення очей. Варто зазначити, що не існує єдиного класичного правила для виконання пальмінгу, лише основні поради, які будь-хто може налаштувати під себе.
Метод Бейтса дає такий варіант. Отже, прийміть зручну для вас позу. Накрийте очі долонями так, щоб чашечки долонь розмістились точно над очима, а пальці перехрестились на чолі. Тобто долоні на обличчі приймуть форму літери Х. Почніть подумки проходитись по вашому тілі, починаючи від ніг. Уявіть, як кожна частка вашого тіла починає розслаблятись. Дійдіть до очей, уявіть, як вони розслабляються, як втома поволі минає. Після цього Бейтс рекомендує вправу, яку він назвав приємний спогад. Згадуйте приємні моменти, не зациклюйтесь на проблемах.
При завершенні пальмінгу відкрийте очі під долонями і кілька разів швидко проморгайте. Орієнтовна тривалість пальмінгу 5-10 хвилин. Рекомендується виконувати пальмінг щогодини при роботі за комп'ютером, або два-три рази на день.